# Phylloscopus tytleri
Phylloscopus tytleri là một loài chim trong họ Phylloscopidae.